# بخش کانن فالس، شهرستان گود-هیو، مینه سوتا
بخش کانن فالس (به انگلیسی: Cannon Falls Township) یک منطقهٔ مسکونی در ایالات متحده آمریکا است که در شهرستان گودهیو، مینه‌سوتا واقع شده‌است.
 بخش کانن فالس ۸۷٫۸ کیلومتر مربع مساحت و ۴k نفر جمعیت دارد و ۲۹۴ متر بالاتر از سطح دریا واقع شده‌است.